# 불암중학교
불암중학교(佛岩中學校)는 대한민국 서울특별시 노원구 하계동에 위치한 공립 중학교이다.

## 학교 연혁
- 1992년 12월 27일 : 불암중학교 설립인가
- 1993년 3월 1일 : 초대 권희복 교장 취임
- 1996년 2월 14일 : 제1회 졸업식(531명)
- 2011년 6월 15일 : 체육관 및 다목적강당 개관
- 2021년 9월 1일 : 제9대 곽향란 교장 취임
- 2023년 2월 2일 : 제28회 졸업식(369명)
- 2023년 3월 2일 : 제31회 입학식(318명)

## 참고 자료
- 불암중학교 - 한국교육학술정보원 학교알리미